# Anri Sala
Anri Sala (n. 1974) es un artista contemporáneo albanés cuya principal técnica es el video.

## Vida y carrera
Sala estudió arte en la Academia Albanesa de Artes de 1992 a 1996. También estudió video la Escuela Nacional Superior de las Artes Decorativas de París y dirección de cine en Le Fresnoy-Studio National des Arts Contemporains, Tourcoing. Vive y trabaja en París.
Su instalación de video Dammi i colori ("Dame los colores") estuvo en exhibición en el museo Tate Modern de Londres. La instalación refleja en la transformación de Tirana en 2003 a través de colores. La instalación incluye una conversación con el alcalde de Tirana, Edi Rama, amigo personal del artista y la fuerza detrás de esta transformación.
Answer Me (2008) fue filmado en un domo geodésico de Buckminster Fuller en Berlín, en una antigua torre de vigilancia de la NSA, el cual fue construido en el Teufelsberg (Montaña del diablo).
Representó a Francia en el Bienal de Venecia en 2013.
Sala presentó Le Clash (2010), Tlatelolco Clash (2011) y Doldrum (2014) como instalación mixta en Gemeentemuseum Den Haag, y en noviembre 2014 ganó el Premio Vincent.

## Exposiciones

### Exposiciones individuales
2017
- The Last Resort, Kaldor Public Art Projects, Sydney. Archivado el 1 de diciembre de 2017 en Wayback Machine.
- All of a Tremble, kurimanzutto, Ciudad de México. Archivado el 1 de diciembre de 2017 en Wayback Machine.
- Anri Sala, Museo Tamayo, Ciudad de México.

2016
- Anri Sala: Answer Me, New Museum, Nueva York[2]

2013
- Ravel-Ravel-unRavel, Pabellón francés, Bienal de Venecia

2011
- No Formula One No Cry, The Promenade Gallery, Vlora
- Anri Sala, Serpentine Galleries, Londres[3]

2005
- Dammi i Colori, DAAD-Galerie, Berlín
- Vídeos, Museo Boijmans van Beuningen, Róterdam
- Largo Sorrow, Nicola Trussardi Fundación, Milán

2004
- Alfonso Artiaco, Neapel
- Anri Sala - Wo sich Fuchs und Hase gute Nacht sagen, Deichtorhallen, Hamburgo

2003
- Blindfold, Galerie Johnen y Schöttle, Colonia
- Kunsthalle Wien, Wien
- Castello di Rivoli Museo d'Arte Contemporanea, Turin, Italia

2002
- Programa, Ciudad de México
- OPA (artist-run space), Guadalajara, México

2000
- De Appel Fundación, Ámsterdam
- Galerie Johnen y Schöttle, Colonia (con Martin Boyce)
- Galerie Rüdiger Schöttle, Múnich (con Torsten Slama)

2001
- Galerie Chantal Croussel, París

2002
- Hauser & Wirth, Zürich

### Exposiciones grupales
2017
- Viva arte Viva, 57a Exposición Internacional, La Biennale di Venezia, Venecia.

2009
- "Closer", Centro de Arte de Beirut[4]

2005
- Situated Self, Museo de Arte Contemporáneo, Belgrado

2004
- Delay, Museo Boijmans van Beuningen, Róterdam
- Situations construites, attitudes espace d'arts contemporains, Geneva
- utopia station: auf dem weg nach porto alegre, Haus der Kunst, Múnich
- Time Zones: Recent Film and Video, Tate Moderno, Londres
- Point of View - An Anthology of the Moving Image, UCLA Museo de Martillo, Los Ángeles
- Point of View: An Anthology of the Moving Image, New Museum of Contemporary Art, New York
- Terminal 5.  En 2004, el TWA Flight Center, diseñado por Eero Saarinen, (ahora Jetblue Terminal 5)[5] en el Aeropuerto JFK hospedó una exposición de arte que llamó Terminal 5 curado por Rachel K. Ward y presentando el trabajo de 18 artistas incluyendo Anri Sala.[6][7] La exhibición constó de obras, conferencias e instalaciones temporales inspiradas en la idea de viaje y la arquitectura de la terminal.[7] La exhibición iba a permanecer desde el 1 de octubre de 2004 hasta el 31 de enero de 2005 aunque cerró abruptamente después de que el edificio fuera vandalizado durante la fiesta de apertura.[7][6][8]

2003
- Fast Forward, ZKM. Museum für Neue Kunst, Karlsruhe
- In den Schluchten des Balkan - Eine Reportage, Kunsthalle Fridericianum, Cassel
- Dreams and Conflicts: the Dictartorship of the Viewer, Venice Biennale
- Die Erfindung der Vergangenheit, Pinakothek der Moderne, Múnich
- Hardcore - vers un nouvel activisme (Hacia un nuevo activismo), Palais de Tokyo, París
- Witness, The Curve, Barbican Centro, Londres

2002
- el aire es azul – El aire es azul, Casa Museo Luis Barragán
- Missing Landscape, Galerie Johnen y Schöttle, Cologne
- In Search of Balcania, Graz
- The mind is a horse, Bloomberg Space, Londres
- Geschichte(n), Salzburger Kunstverein
- Haunted by Details, DeAppel, Ámsterdam
- Cardinales, Museo de Arte Contemporanea de Vigo, Vigo

2001
- Bienal de Berlín
- Bienal de Yokohama, Japón
- Believe, Westfälischer Kunstverein Münster
- Bienal de Tirana, Albania

2000
Media City Seoul 2000, Museo Metropolitano de Seúl, Seúl.
- Geografías: Darren Almond – Graham Gussin – Anri Sala, Galerie Chantal Croussel, París
- voilà- le monde dans la tête, Musée d'arte moderne de la ville de París
- Manifesta 3, Ljubljana, Eslovenia
- The world in mind, ARC, Musée d'Arte Moderne de la Ville de París
- Wie Weg - Disappeared,  Association for Contemporary Art, Graz
- Wider Bild Gegen Wart- Positions to a political discours, Raum Aktueller Kunst, Viena
- Man muss ganz schön viel lernen, um hier zu funktionieren, Frankfurter Kunstverein

1999
- After the wall, Moderna Museet, Estocolmo
- Albanischer Pavillon, 47. Venice Biennale

1997
- Ostrenanije-97, Festival de Video, Bauhaus, Dessau

1995
- Tunnel 95, Galería Nacional de Tirana
- Spring 95, Primer Premio, Galería Nacional de Tirana
- Simposio Kultur Kontakt, Kunsthaus Cuerno, Austria

### Cortometrajes
1999
- Quelle histoire? (Mirage Illimité), París
- Nocturnes (Le Fresnoy), Tourcoing. Selected at the Rencontres cinématographiques, Tourcoing (1999); seleccionado en el Festival de Cortometraje, Clermont Ferrand (2000)

1998
- Intervista - finding the words (Ideale Audiencia, ENSAD), París. Premio a la mejor película, Festival de Video de Estavar, Estavar. Premio a la mejor película documental, Entrevues Festival, Belfort. Premio al mejor cortometraje , Amascultura Festival, Portugal. Premio a mejor documental, Santiago Festival Internacional de Cine, Santiago de Compostela, España (1999). Mejor película documental, 2000, Tirana

## Reconocimiento y premios
- Premio Vincent (2014)
- Absolut Art Award (2011)
- Young Artist Prize en la 49a. Bienal de Venice (2001)
- Prix Gilles Dusein, París (2000)
- Best Documentary Film Award del Festival de Cine de Tirana (2000)
- Santiago Festival Internacional de Cine (1999).[9]
- Premio Hugo Boss (2002)